# Heterodupleks
Heterodupleks – dwuniciowa (dupleks) cząsteczka kwasu nukleinowego powstała przez rekombinację genetyczną pojedynczych, komplementarnych nici pochodzących z różnych źródeł, np. z różnych chromosomów homologicznych lub z innych organizmów, a także oligonukleotydów syntetycznych. Heterodupleksy DNA mogą być źródłem małych cząsteczek RNA (np. snRNA).